# Plocama bruguieri
Plocama bruguieri är en måreväxtart som först beskrevs av Achille Richard och Dc., och fick sitt nu gällande namn av Maria Backlund och Mats Thulin. Plocama bruguieri ingår i släktet Plocama och familjen måreväxter. Inga underarter finns listade i Catalogue of Life.